# Persone di nome Ivano
| Questa pagina contiene informazioni ricavate automaticamente dalle voci biografiche con l'ausilio del template Bio e di un bot. L'aggiornamento è periodico e automatico e ricostruisce completamente la pagina. Se manca una persona in questa lista, sei pregato di non aggiungerla, ma accertati piuttosto che la sua voce biografica contenga il template Bio e che i dati anagrafici siano correttamente compilati. Se il template Bio manca, inseriscilo tu stesso o, in alternativa, metti l'avviso {{tmp\|Bio}} che ne segnala la mancanza. Se i dati riportati sono sbagliati, correggi direttamente la voce biografica; le modifiche saranno visibili in questa lista entro pochi giorni. Per chiarimenti vedi il progetto antroponimi. La lista contiene solo le 57 persone che sono citate nell'enciclopedia e per le quali è stato implementato correttamente il template Bio. Pagina aggiornata al 22 lug 2025. |

Questa è una lista di persone presenti nell'enciclopedia che hanno il nome Ivano, suddivise per attività principale.

## Allenatori di calcio(2)
- Ivano Corghi, allenatore di calcio e calciatore italiano (Correggio, n. 1922 - Modena, † 2006)
- Ivano Trotta, allenatore di calcio e ex calciatore italiano (Roma, n. 1977)

## Allenatori di hockey su ghiaccio(1)
- Ivano Zanatta, allenatore di hockey su ghiaccio e ex hockeista su ghiaccio canadese (Toronto, n. 1960)

## Allenatori di pallanuoto(1)
- Ivano Quartuccio, allenatore di pallanuoto italiano (Palermo, n. 1981)

## Arbitri di calcio(1)
- Ivano Pezzuto, arbitro di calcio italiano (Lecce, n. 1984)

## Astronomi(1)
- Ivano Dal Prete, astronomo italiano

## Attori(4)
- Ivano Davoli, attore e giornalista italiano (Correggio, n. 1931 - Reggio nell'Emilia, † 2010)
- Ivano De Matteo, attore, regista e sceneggiatore italiano (Roma, n. 1966)
- Ivano Marescotti, attore, regista teatrale e drammaturgo italiano (Bagnacavallo, n. 1946 - Ravenna, † 2023)
- Ivano Staccioli, attore italiano (Siena, n. 1927 - Roma, † 1995)

## Bobbisti(1)
- Ivano Bellodis, bobbista italiano (Cortina d'Ampezzo, n. 1973)

## Calciatori(8)
- Ivano Baldanzeddu, ex calciatore italiano (Tempio Pausania, n. 1986)
- Ivano Blason, calciatore italiano (San Lorenzo Isontino, n. 1923 - Gorizia, † 2002)
- Ivano Bordon, ex calciatore e allenatore di calcio italiano (Marghera, n. 1951)
- Ivano Bosdaves, calciatore italiano (Udine, n. 1945 - Fagagna, † 2024)
- Ivano Cardarelli, ex calciatore italiano (Cittiglio, n. 1966)
- Ivano Comba, calciatore italiano (Pinerolo, n. 1960 - Torino, † 2022)
- Ivano Guerrini, calciatore italiano (Livorno, n. 1907)
- Ivano Toccaceli, ex calciatore sammarinese (n. 1968)

## Canoisti(1)
- Ivano Lussignoli, canoista italiano (Cremona, n. 1972 - Peschiera Borromeo, † 2003)

## Cantautori(2)
- Ivano Calcagno, cantautore italiano (Albisola Superiore, n. 1963)
- Ivano Fossati, cantautore, polistrumentista e produttore discografico italiano (Genova, n. 1951)

## Cestisti(1)
- Ivano Newbill, ex cestista statunitense (Sedalia, n. 1970)

## Chimici(1)
- Ivano Bertini, chimico italiano (Pisa, n. 1940 - Firenze, † 2012)

## Chitarristi(1)
- Ivano Icardi, chitarrista, compositore e produttore discografico italiano (Torino, n. 1975)

## Ciclisti su strada(1)
- Ivano Maffei, ex ciclista su strada e pistard italiano (San Miniato Basso, n. 1958)

## Dirigenti d'azienda(1)
- Ivano Barberini, dirigente d'azienda e dirigente pubblico italiano (Modena, n. 1939 - Modena, † 2009)

## Dirigenti sportivi(2)
- Ivano Bonetti, dirigente sportivo, allenatore di calcio e calciatore italiano (Brescia, n. 1964)
- Ivano Della Morte, dirigente sportivo, allenatore di calcio e ex calciatore italiano (Cirié, n. 1974)

## Fumettisti(1)
- Ivano Codina, fumettista e illustratore italiano (Milano, n. 1968)

## Giocatori di calcio a 5(1)
- Ivano Roma, ex giocatore di calcio a 5 italiano (Roma, n. 1966)

## Giornalisti(1)
- Ivano Cipriani, giornalista e saggista italiano (Roma, n. 1926 - Roma, † 2025)

## Imprenditori(2)
- Ivano Beggio, imprenditore italiano (Rio San Martino, n. 1944 - Montebelluna, † 2018)
- Ivano Fanini, imprenditore e dirigente sportivo italiano (Capannori, n. 1951)

## Latinisti(1)
- Ivano Dionigi, latinista e traduttore italiano (Pesaro, n. 1948)

## Marciatori(1)
- Ivano Brugnetti, ex marciatore italiano (Milano, n. 1976)

## Musicisti(1)
- Ivano Nicolucci, musicista e compositore italiano (Predappio, n. 1930 - Predappio, † 2002)

## Nuotatori(1)
- Ivano Vendrame, nuotatore italiano (Roma, n. 1997)

## Pallamanisti(1)
- Ivano Balić, ex pallamanista e allenatore di pallamano croato (Spalato, n. 1979)

## Pattinatori di velocità su ghiaccio(1)
- Ivano Bamberghi, ex pattinatore di velocità su ghiaccio italiano (San Martino di Lupari, n. 1949)

## Pedagogisti(1)
- Ivano Gamelli, pedagogista italiano (Milano, n. 1957)

## Pittori(1)
- Fabbriano, pittore italiano (Ferrara, n. 1936 - Ferrara, † 2019)

## Poeti(1)
- Ivano Ferrari, poeta italiano (Mantova, n. 1948 - Mantova, † 2022)

## Politici(4)
- Ivano Curti, politico italiano (Reggio Emilia, n. 1906 - † 1990)
- Ivano Leccisi, politico italiano (Lecce, n. 1957)
- Ivano Miglioli, politico italiano (Pavullo nel Frignano, n. 1954)
- Ivano Strizzolo, politico italiano (Bicinicco, n. 1952)

## Presbiteri(1)
- Ivano Ricci, presbitero, storico e poeta italiano (Caprese Michelangelo, n. 1885 - Caprese Michelangelo, † 1966)

## Pugili(2)
- Ivano Biagi, ex pugile italiano (Firenze, n. 1964)
- Ivano Fontana, pugile italiano (L'Aquila, n. 1926 - † 1993)

## Sciatori alpini(3)
- Ivano Camozzi, ex sciatore alpino italiano (Albino, n. 1962)
- Ivano Corvi, ex sciatore alpino italiano (n. 1954)
- Ivano Edalini, ex sciatore alpino italiano (Zugo, n. 1961)

## Scrittori(2)
- Ivano Comi, scrittore italiano (Como, n. 1953 - Cantù, † 2018)
- Ivano Tagliaferri, scrittore e sociologo italiano (Castel San Giovanni, n. 1951)

## Terroristi(1)
- Ivano Toniolo, terrorista italiano (Padova, n. 1946 - Luanda, † 2015)

## Velocisti(1)
- Ivano Bucci, velocista sammarinese (n. 1986)